# 习近平著作列表

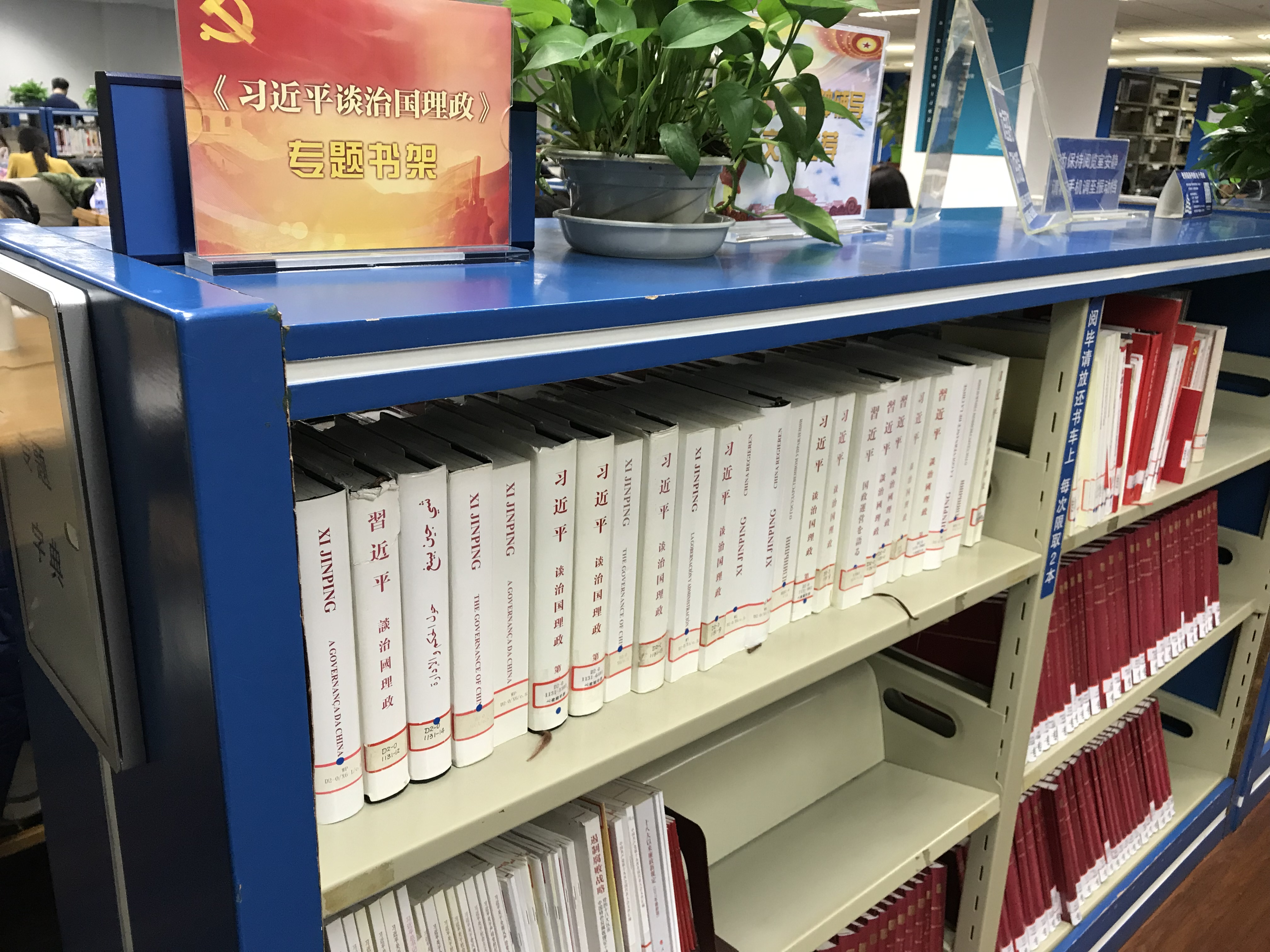

本列表是现任中共中央总书记习近平著作的清单。

## 代表作
- 《人民对美好生活的向往，就是我们的奋斗目标》（2012年11月15日）在中共十八届政治局常委同中外记者见面时的讲话
- 《共同建设“丝绸之路经济带”》（2013年9月7日在哈萨克大学演讲）和《共同建设二十一世纪“海上丝绸之路”》（2013年10月3日在印尼国会演讲）
- 《决胜全面建成小康社会，夺取新时代中国特色社会主义伟大胜利》（2017年10月18日）在中共十九大上的报告
- 《加强政党合作，共谋人民幸福》（2021年7月6日）在中共与世界政党领导人峰会上的主旨讲话
- 《高举中国特色社会主义伟大旗帜，为全面建设社会主义现代化国家而团结奋斗》（2022年10月16日）在中共二十大上的报告

## 专著
- 《中国农村市场化研究》（2001年12月）
  - 刘美珣教授指导完成的清华大学博士学位论文。分析了“货往哪里卖，钱从哪里来，人到哪里去”三大难题，提出户籍制度改革，用法律保障农民的合法权益等观点[1][2]。
  - 2001年7月以《中国农村市场化建设研究》为名由人民出版社出版，2015年1月再版

## 论著文集

### 地方工作时期
- 《摆脱贫困》（1992年，福建人民出版社）
  - 收录了担任中共宁德地委书记期间自1988年9月至1990年5月的重要讲话、文章共29篇[3]

- 《干在实处 走在前列——推进浙江新发展的思考与实践》（2006年，中共中央党校出版社）
  - 内容共八段，摘自2002年10月至2006年6月所作的报告、讲话、文章和批示等，每段都注明了出处，加写了自序和后记[4]

- 《之江新语》（2007年5月，浙江人民出版社）
  - 由浙江日报同名栏目集结而成，收录2003年2月至2007年3月发表的232篇短论。原文署名“哲欣”，系任中共浙江省委书记时所用的笔名[5]

- 《知之深 爱之切》（2015年，河北人民出版社）
  - 收入1982年3月至1985年5月在正定工作期间的讲话、文章、书信等共37篇，大多数是第一次公开发表。还附录了习近平离开正定后撰写的3篇回忆文章，以及当年《人民日报》等报刊刊登的3篇新闻通讯[6]

### 中央工作时期综合著述

#### 按专题汇集的著作文集
- 《习近平谈治国理政》（由外文出版社出版）
  - 第一卷（2014年9月，2018年1月再版[7]）：分为18个专题，收入2012年11月15日至2014年6月13日期间的79篇著作和习近平各个时期的照片45幅[8]
  - 第二卷（2017年11月）：分为17个专题，收入2014年8月18日至2017年9月29日期间的99篇著作和习近平这段时间内的图片29幅[9]
  - 第三卷（2020年6月）：分为19个专题，收入2017年10月18日至2020年1月13日的92篇著作和习近平这段时间内的图片41幅[10]
  - 第四卷（2022年7月）：分为21个专题，收入2020年2月3日至2022年5月10日的109篇著作和习近平2020年1月以来的图片45幅[11]
  - 第五卷（2025年7月）：分为18个专题，收入2022年5月27日至2024年12月20日的91篇著作和习近平这段时间内的图片41幅[12]

- 《习近平总书记系列重要讲话读本》（由学习出版社、人民出版社联合出版）
  - 2014年版（2014年6月）：分12个专题[13]
  - 2016年版（2016年4月）：分16个专题，2014年版的进一步增补和丰富[14]

#### 按届次分卷按时间排序的著作文集
- 《习近平外交演讲集》（由中央文献出版社出版）
  - 第一卷（2022年5月）：收入2013年3月至2016年12月期间的66篇重要文稿[15]
  - 第二卷（2022年5月）：收入2017年1月至2021年11月期间的70篇重要文稿[15]

- 《习近平书信选集》（由中央文献出版社出版）
  - 第一卷（2022年6月）：选入2013年5月至2021年12月期间的书信共239封[16]

- 《习近平著作选读》（由人民出版社出版）
  - 第一卷（2023年4月）：收入2012年11月至2017年10月期间的71篇重要著作[17]
  - 第二卷（2023年4月）：收入2017年10月至2022年10月期间的75篇重要著作[18]

- 《习近平经济文选》（由中央文献出版社出版）
  - 第一卷（2025年3月）：收入2012年11月至2024年12月期间关于经济建设最重要、最基本的74篇著作[19]

### 中央工作时期专题论述
- 《做焦裕禄式的县委书记》（2015年8月），收入党的十八大以来关于县域治理和怎样当好县委书记的六篇重要讲话，出版时收录文稿均为第一次公开发表[20]
- 《习近平论强军兴军（一）（二）（三）（四）》（2017年6月[21]、2019年10月[22]、2022年6月[23]、2025年8月[24]）
- 《论坚持推动构建人类命运共同体》（2018年10月），收入2013年1月至2018年6月期间关于推动构建人类命运共同体的重要文稿85篇[25]
- 《习近平谈“一带一路”》
  - 初版（2018年12月），收入2013年9月至2018年7月期间关于“一带一路”建设的重要文稿42篇[26]
  - 2023年版（2023年12月），收入2013年9月至2023年11月期间关于共建“一带一路”的重要文稿78篇[27]
- 《论坚持全面深化改革》
  - 第一卷（2018年12月），收入2012年12月至2018年12月期间关于坚持全面深化改革的重要文稿73篇[28]（2025年版，2018年版为72篇[29]）
  - 第二卷（2025年8月），收入2019年1月至2025年4月期间关于坚持全面深化改革的重要文稿92篇[29]
- 《论坚持党对一切工作的领导》（2019年10月），收入2012年11月至2019年7月期间关于坚持党对一切工作的领导的重要文稿70篇[30]
- 《论党的宣传思想工作》（2020年11月），收入2013年8月19日至2020年2月23日期间关于党的宣传思想工作的重要文稿52篇[31]
- 《论坚持全面依法治国》（2020年12月），收入2012年12月4日至2020年11月16日期间关于坚持全面依法治国的重要文稿54篇[32]
- 《论中国共产党历史》（2021年2月），收入2012年11月29日至2020年11月24日期间关于中国共产党历史的重要文稿40篇[33]
- 《论把握新发展阶段、贯彻新发展理念、构建新发展格局》（2021年8月），收入2012年11月15日至2021年4月30日期间关于把握新发展阶段、贯彻新发展理念、构建新发展格局的重要文稿72篇[34]
- 《论坚持人民当家作主》（2021年11月），收入2012年12月4日至2021年10月13日期间关于坚持人民当家作主的重要文稿50篇[35]
- 《论坚持人与自然和谐共生》（2022年1月），收入2012年12月至2021年12月期间关于坚持人与自然和谐共生的重要文稿79篇[36]
- 《论“三农”工作》（2022年6月），收入2012年12月至2022年4月期间关于“三农”工作的重要文稿61篇[37]
- 《论党的青年工作》（2022年6月），收入2013年5月至2022年5月期间关于党的青年工作的重要文稿60篇[38]
- 《论党的自我革命》（2023年4月），作为习近平新时代中国特色社会主义思想主题教育学习材料出版发行[39]
- 《论科技自立自强》（2023年5月），收入2013年3月至2022年12月期间关于科技自立自强的重要文稿50篇[40]
- 《论教育》（2024年9月），收入2013年5月至2024年7月期间关于教育的重要文稿47篇[41]
- 《论坚持和完善人民代表大会制度》（2024年12月），收入2012年12月至2024年10月期间关于坚持和完善人民代表大会制度的重要文稿37篇[42]

除《论党的自我革命》为党建读物出版社出版外，上述著作均由中央文献出版社出版。

## 讲话单行本

### 合订本
以下合订本均由人民出版社出版。
- 习近平重要讲话单行本（2020年合订本）
- 习近平重要讲话单行本（2021年合订本）
- 习近平重要讲话单行本（2022年合订本）
- 习近平重要讲话单行本（2023年合订本）
- 习近平重要讲话单行本（2024年合订本）

### 单行本
讲话标题后附括号内为讲话发表时间，按出版时间先后顺序排序。单行本名称省去书名号。

#### 由人民出版社出版
- 紧紧围绕坚持和发展中国特色社会主义　学习宣传贯彻党的十八大精神——在十八届中共中央政治局第一次集体学习时的讲话（2012年11月17日）[43]
- 在首都各界纪念现行宪法公布施行30周年大会上的讲话（2012年12月4日）
- 在中央党校建校80周年庆祝大会暨2013年春季学期开学典礼上的讲话（2013年3月1日）[44]
- 在第十二届全国人民代表大会第一次会议上的讲话（2013年3月17日）
- 共同创造亚洲和世界的美好未来——在博鳌亚洲论坛2013年年会上的主旨演讲（2013年4月7日）[45]
- 在纪念毛泽东同志诞辰120周年座谈会上的讲话（2013年12月26日）
- 出席第三届核安全峰会并访问欧洲四国和联合国教科文组织总部、欧盟总部时的演讲（2014年4月）[46]
- 青年要自觉践行社会主义核心价值观——在北京大学师生座谈会上的讲话（2014年5月4日）[47]
- 在中国科学院第十七次院士大会、中国工程院第十二次院士大会上的讲话（2014年6月9日）[48]
- 弘扬和平共处五项原则　建设合作共赢美好世界——在和平共处五项原则发表60周年纪念大会上的讲话（2014年6月28日）
- 弘扬传统友好　共谱合作新篇——在巴西国会的演讲（2014年7月16日）
- 在纪念邓小平同志诞辰110周年座谈会上的讲话（2014年8月20日）
- 在纪念中国人民抗日战争暨世界反法西斯战争胜利69周年座谈会上的讲话（2014年9月3日）
- 在庆祝全国人民代表大会成立60周年大会上的讲话（2014年9月5日）
- 做党和人民满意的好老师——同北京师范大学师生代表座谈时的讲话（2014年9月9日）
- 在庆祝中国人民政治协商会议成立65周年大会上的讲话（2014年9月21日）
- 在纪念孔子诞辰2565周年国际学术研讨会暨国际儒学联合会第五届会员大会开幕会上的讲话（2014年9月24日）
- 在党的群众路线教育实践活动总结大会上的讲话（2014年10月8日）
- 在南京大屠杀死难者国家公祭仪式上的讲话（2014年12月13日）
- 在庆祝“五一”国际劳动节暨表彰全国劳动模范和先进工作者大会上的讲话（2015年4月28日）[49]
- 在纪念陈云同志诞辰110周年座谈会上的讲话（2015年6月12日）
- 习近平在纪念中国人民抗日战争暨世界反法西斯战争胜利70周年系列活动上的讲话（2015年9月）[50]
- 习近平在对美国进行国事访问时的讲话（2015年9月）
- 习近平在联合国成立70周年系列峰会上的讲话（2015年9月）
- 在文艺工作座谈会上的讲话（2014年10月15日）[51]
- 携手消除贫困　促进共同发展——在2015减贫与发展高层论坛的主旨演讲（2015年10月16日）
- 共倡开放包容　共促和平发展——在伦敦金融城市长晚宴上的演讲（2015年10月21日）
- 深化合作伙伴关系　共建亚洲美好家园——在新加坡国立大学的演讲（2015年11月7日）
- 创新增长路径　共享发展成果——在二十国集团领导人第十次峰会第一阶段会议上关于世界经济形势的发言（2015年11月15日）
- 开拓机遇　应对挑战——在金砖国家领导人非正式会晤上的发言（2015年11月15日）
- 携手构建合作共赢、公平合理的气候变化治理机制——在气候变化巴黎大会开幕式上的讲话（2015年11月30日）
- 在纪念胡耀邦同志诞辰100周年座谈会上的讲话（2015年11月20日）[52]
- 在网络安全和信息化工作座谈会上的讲话（2016年4月19日）[53]
- 在第十八届中央纪律检查委员会第六次全体会议上的讲话（2016年1月12日）[54]
- 在知识分子、劳动模范、青年代表座谈会上的讲话（2016年4月26日）
- 在省部级主要领导干部学习贯彻党的十八届五中全会精神专题研讨班上的讲话（2016年1月18日）[55]
- 在哲学社会科学工作座谈会上的讲话（2016年5月17日）
- 为建设世界科技强国而奋斗——在全国科技创新大会、两院院士大会、中国科协第九次全国代表大会上的讲话（2016年5月30日）
- 在全国党校工作会议上的讲话（2015年12月11日）
- 在庆祝中国共产党成立95周年大会上的讲话（2016年7月1日）
- 在学习《胡锦涛文选》报告会上的讲话（2016年9月29日）
- 在纪念红军长征胜利80周年大会上的讲话（2016年10月21日）
- 在纪念孙中山先生诞辰150周年大会上的讲话（2016年11月11日）
- 在中国文联十大、中国作协九大开幕式上的讲话（2016年11月30日）
- 在纪念朱德同志诞辰130周年座谈会上的讲话（2016年11月29日）
- 在纪念万里同志诞辰100周年座谈会上的讲话（2016年12月5日）
- 在会见第一届全国文明家庭代表时的讲话（2016年12月12日）
- 习近平主席在出席世界经济论坛2017年年会和访问联合国日内瓦总部时的演讲（2017年2月）
- 携手推进“一带一路”建设——在“一带一路”国际合作高峰论坛开幕式上的演讲（2017年5月14日）
- 在庆祝香港回归祖国二十周年大会暨香港特别行政区第五届政府就职典礼上的讲话（2017年7月1日）
- 在庆祝中国人民解放军建军90周年大会上的讲话（2017年8月1日）[56]
- 在深度贫困地区脱贫攻坚座谈会上的讲话（2017年6月23日）
- 习近平在出席金砖国家领导人厦门会晤时的讲话（2017年9月）
- 决胜全面建成小康社会　夺取新时代中国特色社会主义伟大胜利——在中国共产党第十九次全国代表大会上的报告（2017年10月18日）
- 携手建设更加美好的世界——在中国共产党与世界政党高层对话会上的主旨讲话（2017年12月1日）[57]
- 习近平主席新年贺词（2014—2018）
- 在纪念周恩来同志诞辰120周年座谈会上的讲话（2018年3月1日）
- 在第十三届全国人民代表大会第一次会议上的讲话（2018年3月20日）
- 开放共创繁荣　创新引领未来——在博鳌亚洲论坛2018年年会开幕式上的主旨演讲（2018年4月10日）[58]
- 在庆祝海南建省办经济特区30周年大会上的讲话（2018年4月13日）[59]
- 在北京大学师生座谈会上的讲话（2018年5月2日）[60]
- 在纪念马克思诞辰200周年大会上的讲话（2018年5月4日）[61]
- 在中国科学院第十九次院士大会、中国工程院第十四次院士大会上的讲话（2018年5月28日）[62]
- 弘扬“上海精神”　构建命运共同体——在上海合作组织成员国元首理事会第十八次会议上的讲话（2018年6月10日）[63]
- 在深入推动长江经济带发展座谈会上的讲话（2018年4月26日）[64]
- 携手推进新时代中阿战略伙伴关系——在中阿合作论坛第八届部长级会议开幕式上的讲话（2018年7月10日）[65]
- 携手共命运　同心促发展——在2018年中非合作论坛北京峰会开幕式上的主旨讲话（2018年9月3日）
- 在民营企业座谈会上的讲话（2018年11月1日）[66]
- 共建创新包容的开放型世界经济——在首届中国国际进口博览会开幕式上的主旨演讲（2018年11月5日）[67]
- 习近平主席在出席亚太经合组织第二十六次领导人非正式会议时的讲话（2018年11月）
- 在纪念刘少奇同志诞辰120周年座谈会上的讲话（2018年11月23日）[68]
- 在全国组织工作会议上的讲话（2018年7月3日）[69]
- 在庆祝改革开放40周年大会上的讲话（2018年12月18日）[70]
- 为实现民族伟大复兴　推进祖国和平统一而共同奋斗——在《告台湾同胞书》发表40周年纪念会上的讲话（2019年1月2日）[71]
- 在纪念五四运动100周年大会上的讲话（2019年4月30日）[72]
- 齐心开创共建“一带一路”美好未来——在第二届“一带一路”国际合作高峰论坛开幕式上的主旨演讲（2019年4月26日）[73]
- 深化文明交流互鉴　共建亚洲命运共同体——在亚洲文明对话大会开幕式上的主旨演讲（2019年5月15日）[74]
- 在“不忘初心、牢记使命”主题教育工作会议上的讲话（2019年5月31日）
- 在中央政协工作会议暨庆祝中国人民政治协商会议成立70周年大会上的讲话（2019年9月20日）[75]
- 在庆祝中华人民共和国成立70周年大会上的讲话（2019年10月1日）[76]
- 在全国民族团结进步表彰大会上的讲话（2019年9月27日）[77]
- 习近平总书记在出席庆祝中华人民共和国成立70周年系列活动时的讲话（2019年10月）[78]
- 开放合作　命运与共——在第二届中国国际进口博览会开幕式上的主旨演讲（2019年11月5日）[79]
- 在庆祝澳门回归祖国二十周年大会暨澳门特别行政区第五届政府就职典礼上的讲话（2019年12月26日）[80]
- 在“不忘初心、牢记使命”主题教育总结大会上的讲话（2020年1月6日）[81]
- 在统筹推进新冠肺炎疫情防控和经济社会发展工作部署会议上的讲话（2020年2月23日）[82]
- 在决战决胜脱贫攻坚座谈会上的讲话（2020年3月6日）[83]
- 携手抗疫　共克时艰——在二十国集团领导人特别峰会上的发言（2020年3月26日）[84]
- 在打好精准脱贫攻坚战座谈会上的讲话（2018年2月12日）
- 在企业家座谈会上的讲话（2020年7月28日）[85]
- 在经济社会领域专家座谈会上的讲话（2020年8月24日）[86]
- 思政课是落实立德树人根本任务的关键课程（2019年3月18日）
- 在纪念中国人民抗日战争暨世界反法西斯战争胜利75周年座谈会上的讲话（2020年9月3日）[87]
- 在全国抗击新冠肺炎疫情表彰大会上的讲话（2020年9月8日）[88]
- 在科学家座谈会上的讲话（2020年9月11日）[89]
- 在基层代表座谈会上的讲话（2020年9月17日）[90]
- 在教育文化卫生体育领域专家代表座谈会上的讲话（2020年9月22日）[91]
- 在深圳经济特区建立40周年庆祝大会上的讲话（2020年10月14日）[92]
- 习近平在联合国成立75周年系列高级别会议上的讲话（2020年10月）[93]
- 在纪念中国人民志愿军抗美援朝出国作战70周年大会上的讲话（2020年10月23日）[94]
- 在第三届中国国际进口博览会开幕式上的主旨演讲（2020年11月4日）[95]
- 在浦东开发开放30周年庆祝大会上的讲话（2020年11月12日）[96]
- 在全国劳动模范和先进工作者表彰大会上的讲话（2020年11月24日）[97]
- 守望相助共克疫情　携手同心推进合作——在金砖国家领导人第十二次会晤上的讲话（2020年11月17日）[98]
- 习近平在亚太经合组织第二十七次领导人非正式会议上的讲话（2020年12月）[99]
- 习近平在二十国集团领导人第十五次峰会上的讲话（2020年12月）[100]
- 让多边主义的火炬照亮人类前行之路——在世界经济论坛“达沃斯议程”对话会上的特别致辞（2021年1月25日）[101]
- 在全国脱贫攻坚总结表彰大会上的讲话（2021年2月25日）[102]
- 在党史学习教育动员大会上的讲话（2021年2月20日）[103]
- 同舟共济克时艰，命运与共创未来——在博鳌亚洲论坛2021年年会开幕式上的视频主旨演讲（2021年4月20日）[104]
- 在中国科学院第二十次院士大会、中国工程院第十五次院士大会、中国科协第十次全国代表大会上的讲话（2021年5月28日）[105]
- 在“七一勋章”颁授仪式上的讲话（2021年6月29日）[106]
- 在庆祝中国共产党成立100周年大会上的讲话（2021年7月1日）[107]
- 加强政党合作　共谋人民幸福——在中国共产党与世界政党领导人峰会上的主旨讲话（2021年7月6日）[108]
- 坚定信心　共克时艰　共建更加美好的世界——在第七十六届联合国大会一般性辩论上的讲话（2021年9月21日）[109]
- 在纪念辛亥革命110周年大会上的讲话（2021年10月9日）[110]
- 与世界相交　与时代相通　在可持续发展道路上阔步前行——在第二届联合国全球可持续交通大会开幕式上的主旨讲话（2021年10月14日）[111]
- 在中华人民共和国恢复联合国合法席位50周年纪念会议上的讲话（2021年10月25日）[112]
- 让开放的春风温暖世界——在第四届中国国际进口博览会开幕式上的主旨演讲（2021年11月4日）[113]
- 习近平在亚太经合组织第二十八次领导人非正式会议上的讲话（2021年11月）[114]
- 命运与共　共建家园——在中国—东盟建立对话关系30周年纪念峰会上的讲话（2021年11月22日）[115]
- 在中国文联十一大、中国作协十大开幕式上的讲话（2021年12月14日）[116]
- 同舟共济，继往开来，携手构建新时代中非命运共同体——在中非合作论坛第八届部长级会议开幕式上的主题演讲（2021年11月29日）[117]
- 携手共命运　一起向未来——在中国同中亚五国建交30周年视频峰会上的讲话（2022年1月25日）[118]
- 坚定信心　勇毅前行　共创后疫情时代美好世界——在2022年世界经济论坛视频会议的演讲（2022年1月17日）[119]
- 在北京冬奥会、冬残奥会总结表彰大会上的讲话（2022年4月8日）[120]
- 携手迎接挑战　合作开创未来——在博鳌亚洲论坛2022年年会开幕式上的主旨演讲（2022年4月21日）[121]
- 在庆祝中国共产主义青年团成立100周年大会上的讲话（2022年5月10日）[122]
- 在庆祝香港回归祖国二十五周年大会暨香港特别行政区第六届政府就职典礼上的讲话（2022年7月1日）[123]
- 把握时代潮流　加强团结合作　共创美好未来——在上海合作组织成员国元首理事会第二十二次会议上的讲话（2022年9月16日）[124]
- 高举中国特色社会主义伟大旗帜　为全面建设社会主义现代化国家而团结奋斗——在中国共产党第二十次全国代表大会上的报告（2022年10月16日）[125]
- 习近平在亚太经合组织第二十九次领导人非正式会议上的讲话（2022年11月）[126]
- 在第十四届全国人民代表大会第一次会议上的讲话（2023年3月13日）[127]
- 携手同行现代化之路——在中国共产党与世界政党高层对话会上的主旨讲话（2023年3月15日）[128]
- 在学习贯彻习近平新时代中国特色社会主义思想主题教育工作会议上的讲话（2023年4月3日）
- 携手建设守望相助、共同发展、普遍安全、世代友好的中国—中亚命运共同体——在中国—中亚峰会上的主旨讲话（2023年5月19日）[129]
- 在文化传承发展座谈会上的讲话（2023年6月2日）
- 建设开放包容、互联互通、共同发展的世界——在第三届“一带一路”国际合作高峰论坛开幕式上的主旨演讲（2023年10月18日）[130]
- 习近平在亚太经合组织第三十次领导人非正式会议上的讲话（2023年12月）[131]
- 汇聚两国人民力量　推进中美友好事业——在美国友好团体联合欢迎宴会上的演讲（2023年11月15日，旧金山）[132]
- 赓续传统友谊，开创中越命运共同体建设新征程——会见中越两国青年和友好人士代表时的讲话（2023年12月13日，河内）[133]
- 在纪念毛泽东同志诞辰130周年座谈会上的讲话（2023年12月26日）
- 深化合作，继往开来——推动中阿命运共同体建设跑出加速度——在中阿合作论坛第十届部长级会议开幕式上的主旨讲话（2024年5月30日）[134]
- 在全国科技大会、国家科学技术奖励大会、两院院士大会上的讲话（2024年6月24日）[135]
- 弘扬和平共处五项原则　携手构建人类命运共同体——在和平共处五项原则发表70周年纪念大会上的讲话（2024年6月28日）[136]
- 在纪念邓小平同志诞辰120周年座谈会上的讲话（2024年8月22日）
- 携手推进现代化，共筑命运共同体——在中非合作论坛北京峰会开幕式上的主旨讲话（2024年9月5日）[137]
- 在庆祝全国人民代表大会成立70周年大会上的讲话（2024年9月14日）[138]
- 在庆祝中国人民政治协商会议成立75周年大会上的讲话（2024年9月20日）[139]
- 在全国民族团结进步表彰大会上的讲话（2024年9月27日）[140]
- 在纪念乔石同志诞辰100周年座谈会上的讲话（2024年12月16日）
- 在庆祝中华全国总工会成立100周年暨全国劳动模范和先进工作者表彰大会上的讲话（2025年4月28日）[141]
- 谱写构建中拉命运共同体新篇章——在中拉论坛第四届部长级会议开幕式的主旨讲话（2025年5月13日）[142]
- 弘扬“中国—中亚精神”　推动地区合作高质量发展——在第二届中国—中亚峰会上的主旨发言（2025年6月17日，阿斯塔纳）[143]

#### 由外文出版社出版
- 习近平二十国集团领导人杭州峰会讲话选编（2017年1月）[144]
- 习近平“一带一路”国际合作高峰论坛重要讲话（2018年4月）[145]
- 习近平庆祝中华人民共和国成立70周年重要讲话（2019年10月）[146]
- 习近平《加强政党合作，共谋人民幸福——在中国共产党与世界政党领导人峰会上的主旨讲话》中英对照版（2021年11月）[147]

## 摘编、选编
以下如不特殊注明，均由中央文献出版社出版发行。

### 论述摘编
- 《习近平关于实现中华民族伟大复兴的中国梦论述摘编》（2013年12月）：共分8个专题，收入146段论述，摘自2012年11月15日至2013年11月2日期间的讲话、演讲、谈话、书信、批示等50多篇重要文献[148]
- 《习近平关于党的群众路线教育实践活动论述摘编》（2014年4月，党建读物出版社联合出版）[149]
- 《习近平关于全面深化改革论述摘编》（2014年5月）：共分12个专题，收入274段论述，摘自2012年11月15日至2014年4月1日期间的讲话、演讲、批示、指示等70多篇重要文献[150]
- 《习近平关于党风廉政建设和反腐败斗争论述摘编》（2015年1月，中国方正出版社联合出版）：共分9个专题，收入216段论述，摘自2012年11月15日至2014年10月23日期间的讲话、文章、批示等40多篇重要文献[151]
- 《习近平关于全面依法治国论述摘编》（2015年4月）：共分8个专题，收入193段论述，摘自2012年12月4日至2015年2月2日期间的讲话、报告、批示、指示等30多篇重要文献[152]
- 《习近平关于培养“四有”新一代革命军人重要论述摘编》（2015年6月，解放军出版社）
- 《习近平关于协调推进“四个全面”战略布局论述摘编》（2015年10月）：共分6个专题，收入287段论述，摘自2012年11月15日至2015年9月3日期间的讲话、报告、批示、指示等110多篇重要文献[153]
- 《习近平关于严明党的纪律和规矩论述摘编》（2016年1月，中国方正出版社联合出版）：共分7个专题，收入200段论述，摘自2012年11月16日至2015年10月29日期间的讲话、文章等40多篇重要文献[154]
- 《习近平关于科技创新论述摘编》（2016年2月）：共分8个专题，收入189段论述，摘自2012年12月7日至2015年12月18日期间的讲话、文章、贺信、批示等50多篇重要文献[155]
- 《习近平关于全面建成小康社会论述摘编》（2016年6月）：摘自2012年11月15日至2016年3月10日期间的讲话、谈话、演讲、贺信、指示等130多篇重要文献，分7个专题，共计332段论述[156]
- 《习近平关于全面从严治党论述摘编》（2016年12月，2021年6月改为2021年版）：分12个专题，共计788段论述，摘自2012年11月15日至2021年4月27日期间的报告、讲话、文章、指示等220多篇重要文献[157]
- 《习近平关于社会主义经济建设论述摘编》（2017年6月）：摘自2012年11月15日至2017年3月12日期间的讲话、报告、指示等120多篇重要文献，分10个专题，共计494段论述[158]
- 《习近平关于社会主义政治建设论述摘编》（2017年8月）：摘自2012年11月15日至2017年5月3日期间的讲话、报告、谈话、指示等70多篇重要文献，分9个专题，共计330段论述[159]
- 《习近平关于青少年和共青团工作论述摘编》（2017年9月）：共分8个专题，收入189段论述，摘自2012年11月29日至2017年5月3日期间的讲话、演讲、批示、贺信、回信等40多篇重要文献[160]
- 《习近平关于社会主义生态文明建设论述摘编》（2017年9月）：摘自2012年11月15日至2017年9月11日期间的讲话、报告、谈话、指示、批示、贺信等80多篇重要文献，分7个专题，共计259段论述[161]
- 《习近平关于社会主义文化建设论述摘编》（2017年10月）：摘自2012年11月15日至2017年9月19日期间的讲话、报告、演讲、指示、批示、贺信等140篇重要文献[162]
- 《习近平关于社会主义社会建设论述摘编》（2017年10月）：摘自2012年11月15日至2017年9月19日期间的讲话、报告、演讲、指示、批示、贺信等140篇重要文献，分9个专题，共计326段论述[163]
- 《习近平关于总体国家安全观论述摘编》（2018年3月）：摘自2012年11月15日至2018年3月20日期间公开刊发的讲话、报告、谈话、指示、批示、贺信等180多篇重要文献，分4个专题，共计450段论述[164]
- 《习近平扶贫论述摘编》（2018年8月）：共分8个专题，收入242段论述，摘自2012年11月15日至2018年6月期间的讲话、报告、演讲、指示、批示等60多篇重要文献[165]
- 《习近平关于“三农”工作论述摘编》（2019年5月）：共分11个专题，收入286段论述，摘自2012年12月至2019年3月期间的讲话、报告、指示、贺信等70多篇重要文献[166]
- 《习近平关于“不忘初心、牢记使命”论述摘编》（2019年8月）：摘自2012年11月15日至2019年7月16日期间的讲话、报告、文章、指示、批示等130多篇重要文献，分10个专题，共计362段论述[167]
- 《习近平关于中国特色大国外交论述摘编》（2020年1月）：共分10个专题，收入504段论述，摘自2012年12月至2019年11月期间的讲话、谈话、报告、演讲、文章、贺信等190多篇重要文献[168]
- 《习近平关于防范风险挑战、应对突发事件论述摘编》（2020年9月）：分6个专题，共计404段论述，摘自2012年11月15日至2020年7月17日期间的讲话、报告、谈话、演讲、指示、批示等180多篇重要文献[169]
- 《习近平关于网络强国论述摘编》（2021年1月）：分9个专题，共计285段论述，摘自2013年3月4日至2020年11月23日期间的讲话、报告、演讲、指示、批示、贺信等100篇重要文献[170]
- 《习近平关于注重家庭家教家风建设论述摘编》（2021年3月）：分7个专题，共计107段论述，摘自2012年11月15日至2020年12月28日期间的报告、讲话、谈话、说明、答问等60多篇重要文献[171]
- 《习近平关于尊重和保障人权论述摘编》（2021年12月）：分9个专题，共计335段论述，摘自2012年11月15日至2021年10月30日期间的报告、讲话、谈话、演讲、贺信、指示等160多篇重要文献[172]
- 《习近平关于坚持和完善党和国家监督体系论述摘编》（2022年1月，中国方正出版社联合出版）：分10个专题，共计371段论述，摘自习近平同志2012年11月15日至2021年11月11日期间的报告、讲话、说明、指示等130多篇重要文献[173]
- 《习近平关于社会主义精神文明建设论述摘编》（2022年9月）：分10个专题，共计512段论述，摘自2012年11月17日至2022年6月8日期间的报告、讲话、说明、演讲、谈话、贺信、指示、批示等240篇重要文献[174]
- 《习近平关于依规治党论述摘编》（2022年10月）：分10个专题，共计400段论述，摘自2012年11月15日至2022年6月17日期间的报告、讲话、文章、指示、批示等180多篇重要文献[175]
- 《习近平关于城市工作论述摘编》（2023年2月）：分7个专题，共计300段论述，摘自2012年11月至2022年12月期间的报告、讲话、贺信、指示等120多篇重要文献[176]
- 《习近平关于调查研究论述摘编》（2023年3月，党建读物出版社联合出版）：摘自2012年11月15日至2023年3月5日期间的报告、讲话、文章、指示、批示等140多篇重要文献，分8个专题，共计201段论述[177]
- 《习近平关于国家粮食安全论述摘编》（2023年3月）：分8个专题，共计240段论述，摘自2012年12月15日至2022年12月23日期间的报告、讲话、演讲、谈话、贺信、指示、批示等80多篇重要文献[178]
- 《习近平关于妇女儿童和妇联工作论述摘编》（2023年6月）：分8个专题，共计174段论述，摘自2012年11月29日至2023年3月6日期间的报告、讲话、说明、贺信、指示、批示等50多篇重要文献[179]
- 《习近平关于工人阶级和工会工作论述摘编》（2023年9月）：分8个专题，共计240段论述，摘自2012年11月15日至2023年7月7日期间的报告、讲话、说明、贺信、回信、指示、批示等70多篇重要文献[180]
- 《习近平关于基层治理论述摘编》（2023年10月）：分7个专题，共计216段论述，摘自2012年11月15日至2023年9月21日期间的报告、讲话、说明、贺信、回信、指示等130篇重要文献[181]
- 《习近平关于中国式现代化论述摘编》（2023年11月）：分7个专题，共计522段论述，摘自2012年11月15日至2023年10月18日期间的报告、讲话、说明、演讲、谈话、贺信、回信、指示等220多篇重要文献[182]
- 《习近平关于金融工作论述摘编》（2024年3月）：分10个专题，共计324段论述，摘自2012年11月至2024年2月期间的报告、讲话、说明、演讲等120多篇重要文献[183]
- 《习近平关于人才工作论述摘编》（2024年4月）：分7个专题，共计248段论述，摘自2012年12月至2024年3月期间的报告、讲话、指示、批示、贺信、回信等110多篇重要文献[184]
- 《习近平关于全面加强党的纪律建设论述摘编》（2024年5月）：分10个专题，共计329段论述，摘自2012年11月至2024年4月期间的报告、讲话、说明、文章、指示等130多篇重要文献[185]
- 《习近平关于国家能源安全论述摘编》（2024年6月）：分8个专题，共计217段论述，摘自2012年11月至2024年5月期间的报告、讲话、演讲、谈话、贺信、回信、指示、批示等130多篇重要文献[186]
- 《习近平关于治水论述摘编》（2024年10月）：分6个专题，共计297段论述，摘自2012年12月至2024年8月期间的报告、讲话、演讲、致辞、回信、指示、批示等130多篇重要文献[187]
- 《习近平关于健康中国论述摘编》（2024年10月）：分10个专题，共计292段论述，摘自2012年11月至2024年9月期间的报告、讲话、谈话、致辞、书信、指示、批示等140多篇重要文献[188]
- 《习近平关于自然资源工作论述摘编》（2024年11月）：分8个专题，共计286段论述，摘自2012年12月至2024年10月期间的报告、讲话、说明、贺信、指示等150多篇重要文献[189]
- 《习近平关于依法治军重要论述摘编》（2024年11月，军委政法委员会组织编印）：摘自2012年11月至2024年6月期间的讲话、报告等重要文稿，分10个专题[190]
- 《习近平关于加强党的作风建设论述摘编》（2025年3月）：分9个专题，共计299段论述，摘自2012年11月至2025年2月期间的报告、讲话、指示、序言等130多篇重要文献[191]

### 专题摘编
- 《习近平新时代中国特色社会主义思想专题摘编》（2023年4月，党建读物出版社联合出版）：摘自2012年11月15日至2023年3月15日期间的报告、讲话、说明、演讲、谈话、文章、贺信、指示、批示等410多篇重要文献，分18个专题，共计1031段论述[192]
- 《习近平新时代中国特色社会主义思想的世界观和方法论专题摘编》（2023年4月，党建读物出版社联合出版）：摘自2012年11月15日至2023年3月13日期间的报告、讲话、说明、演讲、贺信、回信等110多篇重要文献，分3个专题，共计242段论述[193]

### 重要论述选编
- 《习近平关于国防和军队建设重要论述选编》（2014年2月，解放军出版社）[194]
- 《习近平国防和军队建设重要论述选编（二）》（2015年4月，解放军出版社）：收录2014年1月至2014年12月期间的重要文稿[195]
- 《习近平关于力戒形式主义官僚主义重要论述选编》（2020年5月）：分9个专题，收入有关重要论述182段，摘自2012年11月15日至2020年4月23日期间的讲话、报告、指示、批示等70多篇重要文献[196]
- 《习近平关于统筹疫情防控和经济社会发展重要论述选编》（2020年10月）：收入2020年1月20日至9月23日期间关于统筹疫情防控和经济社会发展的文稿43篇[197]
- 《习近平关于新时代政治建军重要论述选编》（2024年9月，军委政治工作部组织编印）：收入党的十八大以来关于政治建军的文稿共89篇[198]

## 主编书籍
- 《1985年—2000年厦门经济社会发展战略》（1985年，鹭江出版社）[199]
- 《企业魂（上、下册）》（1992年8月，海潮摄影艺术出版社）
- 《福州市20年经济社会发展战略设想》（1993年3月，福建美术出版社）[200]
- 《现代农业理论与实践》（1999年1月，福建教育出版社）[201]
- 《展山海宏图 创世纪辉煌——福建山海联动发展研究》（2000年6月，福建人民出版社）[202]
- 《新世纪的选择——福建省发达地区率先实现农业现代化的研究》（2001年2月，福建教育出版社）[203]
- 《科学与爱国——严复思想新探》（2001年11月，清华大学出版社）[204]
- 《福建农村市场化发展探索》（2002年8月，福建教育出版社）[205]

## 个人文章

### 回忆
- 忆大山：缅怀在河北正定时的好友、作家贾大山，发表于《当代人》杂志1998年第7期[206]
- 《我是如何跨入政界的》回忆了原来在中央军委机关工作时为何要做出下到地方基层工作的选择、在福建的从政体会以及如何看待高级领导干部宣传报道等的想法，发表在2000年第7期《中华儿女》杂志[207]
- 我是黄土地的儿子：回忆自己在陕西延安梁家河插队的7年知青生涯，发表于2002年第12期《全国新书目》杂志。《西部大开发》杂志在2012年的第9期对该文进行了转载[208]

### 致辞、作序
- 为第四批全国干部学习培训教材作序（2015年2月）[209]
- 为《中国与非洲》杂志出版“中非合作论坛约翰内斯堡峰会专刊”致辞（2015年12月）[210]
- 为《铭记历史 同护和平——纪念世界反法西斯战争胜利70周年》画册致辞（2015年12月）[211]
- 为《今日中国》杂志出版“纪念中埃建交60周年专刊”致辞（2016年1月）[212]
- 为第五批全国干部学习培训教材作序（2019年2月）[213]
- 《在复兴之路上坚定前行》（为《复兴文库》作序）（2022年9月）[214]
- 为第六批全国干部学习培训教材作序（2024年2月）[215]

### 署名文章
- 打开欧洲之门 携手共创繁荣——荷兰《新鹿特丹商业报》（2014年3月）[216]
- 特殊的朋友 共赢的伙伴——法国《费加罗报》（2014年3月）[217]
- 中德携手合作造福中欧和世界——德国《法兰克福汇报》（2014年3月）[218]
- 中欧友谊和合作：让生活越来越好——比利时《晚报》（2014年3月）[219]
- 风好正扬帆——韩国《朝鲜日报》、《中央日报》、《东亚日报》（2014年7月）
- 策马奔向中蒙关系更好的明天——蒙古国《日报》、《今日报》、《世纪新闻报》、《民族邮报》、蒙古新闻网网站（2014年8月）
- 让中塔友好像雄鹰展翅——塔吉克斯坦《人民报》和“霍瓦尔”国家通讯社（2014年9月）
- 真诚的朋友，发展的伙伴——马尔代夫《今晚报》和太阳在线网（2014年9月）
- 做同舟共济的逐梦伙伴——斯里兰卡《每日新闻》报（2014年9月）
- 携手共创繁荣振兴的亚洲世纪——印度《印度教徒报》和《觉醒日报》（2014年9月）
- 开创中澳关系更加精彩新篇章——澳大利亚《澳金融评论报》（2014年11月）
- 共同描绘中新关系更加美好的未来——新西兰《新西兰先驱报》（2014年11月）
- 永远做太平洋岛国人民的真诚朋友——斐济《斐济时报》和《斐济太阳报》（2014年11月）

## 诗词
- 念奴娇·追思焦裕禄：任中共福州市委书记时于1990年7月15日所作，发表在1990年7月16日的《福州晚报》上。[220]
- 《七律·军民情》：于1991年1月9日创作的一首七律古体诗，发表在1991年1月13日《福建日报》上。正值全国双拥工作会议在福州召开前夕，时任中共福州市委书记的习近平同志满含深情地写下了《七律·军民情》。

## 其他
- “习近平文汇”：“学习强国”网站专栏，以近60个主题摘入习近平相关语录，不定期更新[221]

- 《习近平新时代中国特色社会主义思想学习纲要》（2019版[222]、2023版[223]）；《习近平新时代中国特色社会主义思想学习问答》[224]；《习近平新时代中国特色社会主义思想三十讲》；《习近平新时代中国特色社会主义思想学生读本》（小学低年级、小学高年级、初中、高中、大学）；《习近平新时代中国特色社会主义思想概论》[225]

- 《习近平新闻思想讲义（2018年版）》[226]；《习近平外交思想学习纲要》[227]；《习近平法治思想概论》[228]；《习近平法治思想学习纲要》[229]；《习近平经济思想学习纲要》[230]；《习近平生态文明思想学习纲要》[231]；《习近平强军思想学习问答》[232]；《习近平强军思想学习纲要》（2019版[233]、2023版[234]）；《习近平法治思想学习问答》[235]；《习近平外交思想学习问答》[236]；《习近平文化思想学习纲要》[237]；《习近平总书记关于网络强国的重要思想概论》[238]；《习近平总书记关于党的建设的重要思想概论》[239]；《习近平生态文明思想学习问答》[240]

- 《习近平总书记在文艺工作座谈会上的重要讲话学习读本》[241]；《习近平总书记教育重要论述讲义》[242]；《习近平关于"三农"工作的重要论述学习读本》[243]；《习近平总书记关于制造强国的重要论述学习读本》[244]；《习近平总书记关于做好新时代党的统一战线工作的重要思想学习读本》[245]；《习近平总书记关于加强和改进民族工作的重要思想学习读本》[246]

- 《学习习近平总书记一系列重要讲话文章选》[247]；《深入学习习近平总书记重要讲话读本》[248]；《深入学习习近平同志重要论述》[249]

- 《论学习贯彻习近平总书记新闻舆论工作座谈会重要讲话精神》[250]；《深入学习习近平关于教育的重要论述》；《深入学习贯彻习近平总书记关于工人阶级和工会工作的重要论述》[251]；《深入学习习近平总书记"七一"重要讲话精神》[252]；《深入学习习近平关于体育的重要论述》[253]；《深入学习贯彻习近平关于治水的重要论述》[254]；《深入学习习近平关于科技创新的重要论述》[255]；《深入学习习近平关于民政工作的重要论述》[256]；《深入学习贯彻习近平关于应急管理的重要论述》[257]；《深入学习贯彻习近平总书记在文化传承发展座谈会上的重要讲话精神》[258]；《深入学习习近平关于交通强国的重要论述》[259]；《深入学习习近平关于国家能源安全的重要论述》[260]

- “习近平新时代中国特色社会主义思想学习丛书”[261]；《习近平新时代中国特色社会主义思想学习论丛》（第一辑至第五辑[262]、第六辑至第十辑[263]、第十一辑至第十五辑[264]）；“学思践悟习近平经济思想丛书”（《习近平经济思想研究文集（2021、2022、2023）》《践行习近平经济思想调研文集（2021、2022、2023）》）[265][266][267]

- 《习近平的七年知青岁月》；《习近平在正定》[268]；《习近平在厦门》《习近平在宁德》[269]；《习近平在福州》[270]；《习近平与大学生朋友们》（第一卷[271]、第二卷[272]）；《习近平在福建》[273]；《习近平在浙江》[274]；《习近平在上海》[275]；《让群众过上好日子——习近平正定足迹》《闽山闽水物华新——习近平福建足迹》《干在实处 勇立潮头——习近平浙江足迹》《当好改革开放的排头兵——习近平上海足迹》[276]

- 《治国理政新实践——习近平总书记重要活动通讯选》[277]；《习近平调研指导过的贫困村脱贫纪实》[278]；《学习贯彻习近平新时代中国特色社会主义思想打赢新冠肺炎疫情防控人民战争总体战阻击战案例》和《应急管理体系和能力建设干部读本》[279]；《习近平总书记在庆祝中国共产党成立100周年大会上重要讲话精神述评》[280]；《习近平经济思想的生动实践述评》[281]；《以实际行动迎接党的二十大胜利召开：学习贯彻习近平总书记在省部级专题研讨班重要讲话精神述评》[282]；《习近平的扶贫足迹》《习近平的小康情怀》[283]；《习近平走进百姓家》[284]；《迈向现代化强国的发展密码：习近平经济思想的时代特质和实践价值（中英文版）》[285]；《学习贯彻习近平总书记在文化传承发展座谈会上的重要讲话精神述评》[286]

- 《习近平扶贫故事》[287]；《习近平讲党史故事》[288]；《习近平讲故事》（第一、二辑）[289]

- 《习近平用典》（第一辑[290]、第二辑[291]）；《平易近人：习近平的语言力量》《平易近人：习近平的语言力量（军事卷、外交卷[292]）》；《平“语”近人——习近平总书记用典》；《平“语”近人——习近平喜欢的典故（第二季）》[293]